# João Chede
João Chede (Palmeira, 12 de março de 1904 - ?) foi um político brasileiro. Foi prefeito do município de Palmeira e deputado estadual do Paraná por dois mandatos.